# Hitzkirch
Hitzkirch é uma comuna da Suíça, no Cantão Lucerna, com cerca de 2.214 habitantes. Estende-se por uma área de 3,55 km², de densidade populacional de 624 hab/km². Confina com as seguintes comunas: Altwis, Ermensee, Gelfingen, Hämikon, Retschwil, Römerswil, Sulz.
A língua oficial nesta comuna é o Alemão.